# Nelson FC
Nelson Football Club är en engelsk fotbollsklubb grundad 1881. Hemmamatcherna spelas på Viktoria Park i Nelson, Lancashire. Smeknamnet är "The Admirals" eller "The Blues".
Klubben var med och grundade Division tre norra 1921 och de slutade på en 16:e plats. Året därpå är utan tvekan klubbens mest framgångsrika, man vann serien och avancerade till Division 2. Under försäsongsturnen sommaren 1923 blev klubben känd när den som första brittiska fotbollslaget vann mot Real Madrid med 4-2. Klubben ramlade ur League Two direkt och året därpå slutade det på en andra plats. I slutet av 1920-talet började problemen och i slutet av säsongen 1930-31 blev klubben utröstad ur ligan. En andra storhetstid kom i början av 1950-talet när laget vann Lancashire Combination två gånger på tre år, men lyckades dock ej bli invalda i Football League igen. För närvarande spelar klubben i North West Counties Football League Premier Division.

## Meriter
- The Football League Division Three North: 1923, (Runners-up 1925)
- Lancashire Combination: 1950, 1952, (Runners-up 1951)
- North West Counties Football League First Division: 2013–14